# Petersdorf auf Fehmarn
Petersdorf ist ein Ortsteil der Stadt Fehmarn im Kreis Ostholstein in Schleswig-Holstein (Deutschland). Das Gebiet bildet grundbuchlich eine Gemarkung.

## Geographische Lage
Die Gemarkung Petersdorf erstreckt sich im Westteil der Insel Fehmarn nördlich von der Kopendorfer Au. Als Ort auf der Insel ist er landschaftlich eingebettet in den Naturraum Nordoldenburg und Fehmarn (Haupteinheit Nr. 703), einem Teilgebiet des schleswig-holsteinischen Hügellandes. Am westlichen Rand der Insel erstreckt sich das 297 Hektar große Naturschutzgebiet Wallnau/Fehmarn.

## Geschichte
Petersdorf wurde erstmals im Waldemar-Erdbuch von 1230 als Pethærsthorp erwähnt.
Eine Schule in Petersdorf ist erstmals 1596 bezeugt.
1730 hatte Petersdorf 125 Wohnhäuser, 22 Scheunen, 25 Viehställe und zehn sonstige Gebäude. Eine Liste von Gewerbetreibenden aus dem gleichen Jahr zählte folgende Berufe auf: drei Krämer, zwei Barbiere, vier Brauer, vier Schmiede, drei Glaser, ein Peltzer, ein Rademacher, 13 Schuster, zehn Schneider, vier Böttcher, fünf Drechsler, zwei Zimmerer, ein Maurer und ein Perückenmacher. 
1757 besaß Petersdorf eine Parochial- und eine Distriktschule. Kinder vom 6. bis zum 9. Lebensjahr wurden in der Distriktschule und danach bis zur Konfirmation in der Parochialschule unterrichtet.
Petersdorf hatte bis 1956 Anschluss im Personen- und bis 1994 im Güterverkehr an der Inselbahn Fehmarn. Heute sind noch einige Meter Gleise erhalten, auf einem weiteren Trassenstück wurde ein Radfahrweg angelegt. Das Empfangsgebäude hat heute die Funktion eines Wohnhauses.
1965 wurde Petersdorf Standort der Dörfergemeinschaftsschule, die von Schülern aus Bojendorf, Gollendorf, Lemkendorf, Lemkenhafen, Orth, Püttsee und Sulsdorf besucht wurde. Diese wurde im Jahr 2014 auf Dauer aufgelöst. Seit 1979 bestand eine Schulpartnerschaft mit der österreichischen Hauptschule Orth an der Donau.
Der Name der Gemeinde Petersdorf wurde am 1. Januar 1975 amtlich in Petersdorf auf Fehmarn geändert.
Am 1. Januar 1978 wurden die damaligen Gemeinden Dänschendorf auf Fehmarn (vor 1975 Dänschendorf) und Petersdorf auf Fehmarn zur neuen Gemeinde Westfehmarn zusammengeschlossen. Seit 2003 ist Petersdorf Teil der neu gegründeten und die ganze Insel einschließenden Stadt Fehmarn.

## Kultur und Sehenswürdigkeiten

### Verein
- Kulturtreff Fehmarn e. V. – Förderung von Kunst und Kultur, Weiterbildung sowie Umwelt und Gesundheit. Erbbauberechtigter der Alten Schule Petersdorf.[5]

### Sehenswürdigkeiten
- In Petersdorf ist die gotische St.-Johannis-Kirche aus der Mitte des 13. Jahrhunderts sehenswert, die sich mitten auf einem kreisrunden und von Linden gesäumten Friedhof erhebt. Ihr Altar mit seinen vergoldeten Schnitzereien stammt aus der Zeit um 1390, neben ihm steht ein Sakramentshäuschen aus dem 15. Jahrhundert. Der weithin sichtbare Kirchturm von 1567, dessen Mauern durch außen sichtbare Eisenanker verstärkt werden, ist mit 64 m Höhe der höchste Kirchturm Fehmarns.
- Sehenswert ist ebenfalls die 1893 erbaute Südermühle. Es handelt sich um eine sog. Galerie- oder Holländermühle. Die vier Vorgängerbauten, die sich an dieser Stelle befanden, wurden sämtlich durch Brände zerstört.
- Etwa 500 m nordöstlich des Dorfes befindet sich der Galgenberg, eine mittelalterliche Hinrichtungsstätte, die von zwei Steinreihen und Bäumen umgeben ist. Auf dem Hügel stand allerdings kein Galgen, sondern die Verurteilten wurden geköpft. Die letzte Hinrichtung fand hier 1854 statt.
- Vor dem Galgenberg befindet sich der Teich Ratssoll, der bereits in der Eiszeit im Pleistozän entstand und eines der wenigen Binnengewässer auf Fehmarn ist. Das Gelände um ihn herum war bereits in der Steinzeit besiedelt.

### Künstler
- Die Künstlerin Lina Danklefsen wuchs auf Fehmarn auf und eröffnete 2019 ein Studio für Porzellan & Malerei in der Mittelstraße.[6][7]

### Rapsblütenfest
Seit 1984 findet jährlich im Mai rund um den Petersdorf Dorfteich das Rapsblütenfest als mehrtägiges Volksfest statt (außer 2021 und 2022). Höhepunkte sind jeweils Krönung des neuen Rapsblüten-Königshauses am Samstagabend und der große Festumzug am Sonntagnachmittag.

## Persönlichkeiten
In Petersdorf auf Fehmarn wurde geboren:
- Heinrich Christoph Niese (1810–1887), Generalarzt der Schleswig-Holsteinischen Armee

## Bilder

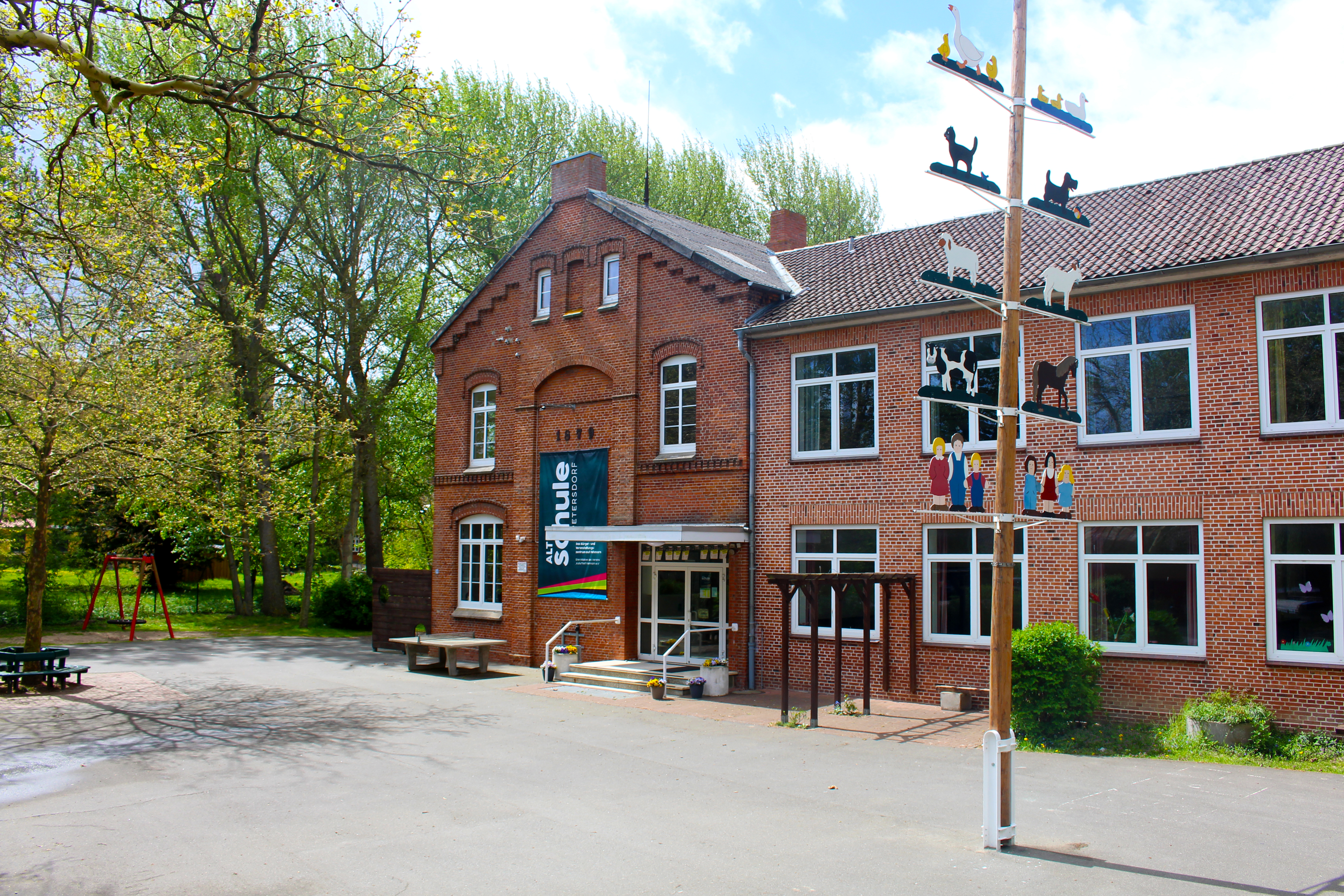
Alte Schule Petersdorf – heute Bürger- und Veranstaltungszentrum
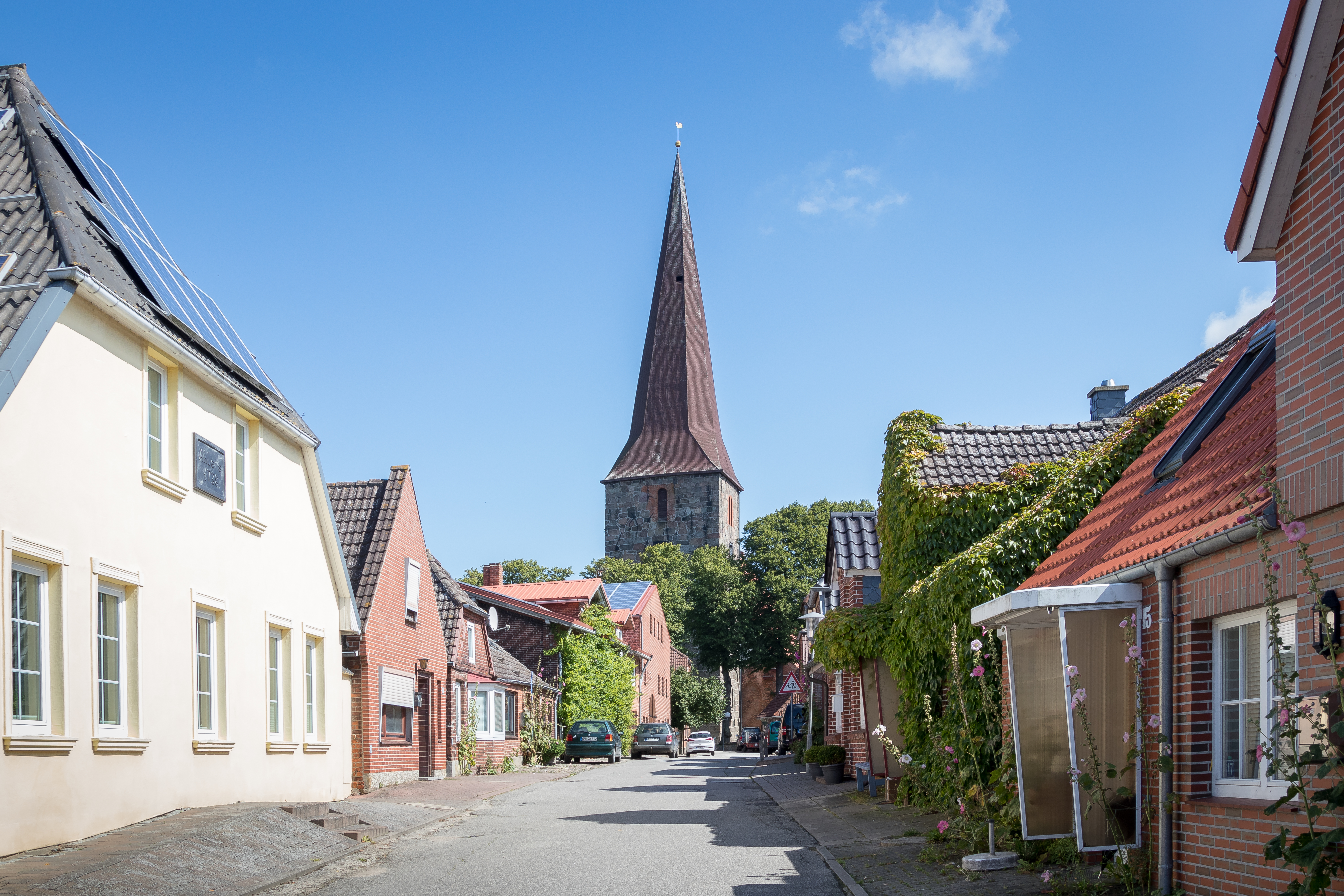
Johanniskirche in Petersdorf
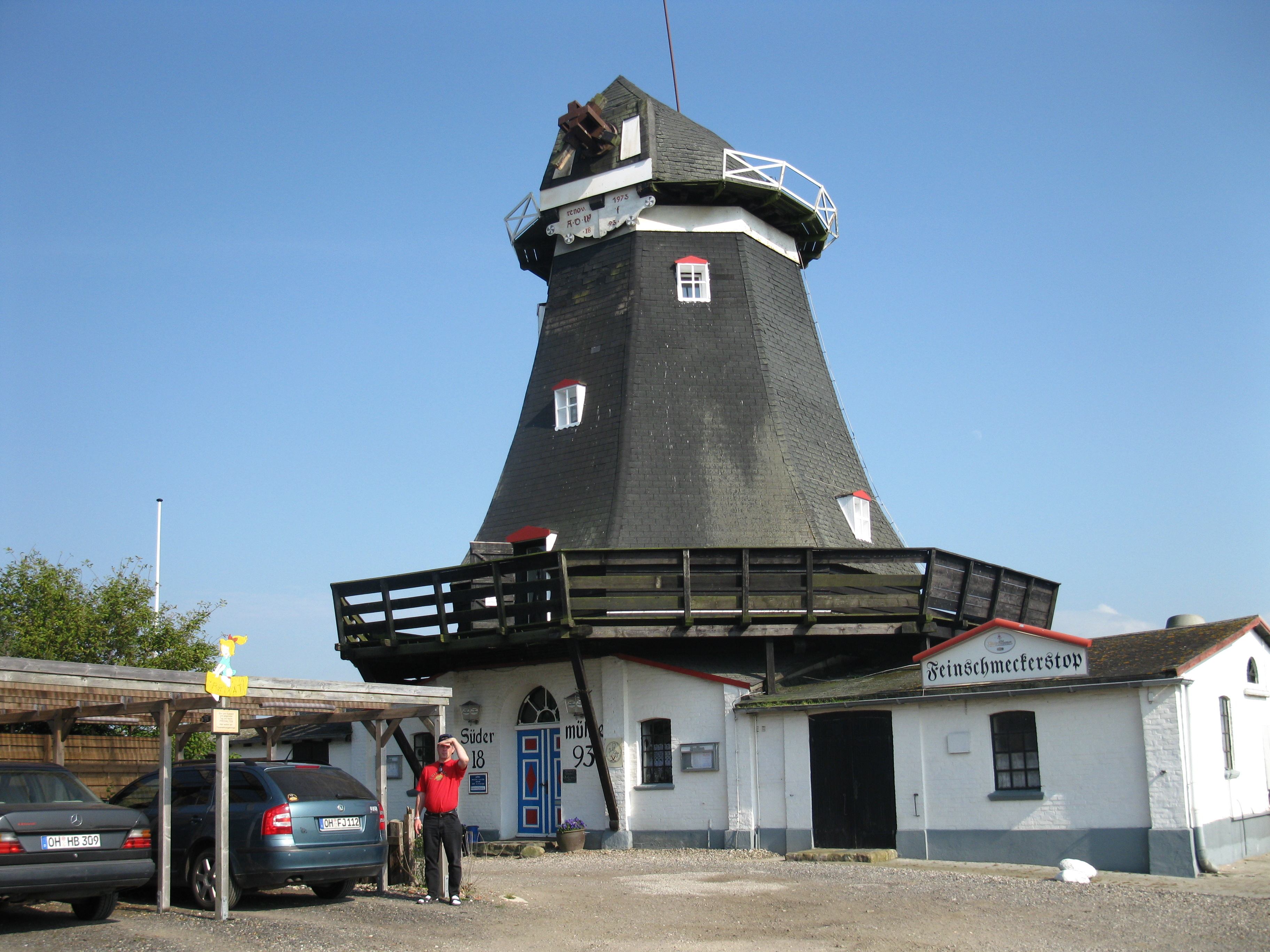
Südermühle von 1893 in Petersdorf
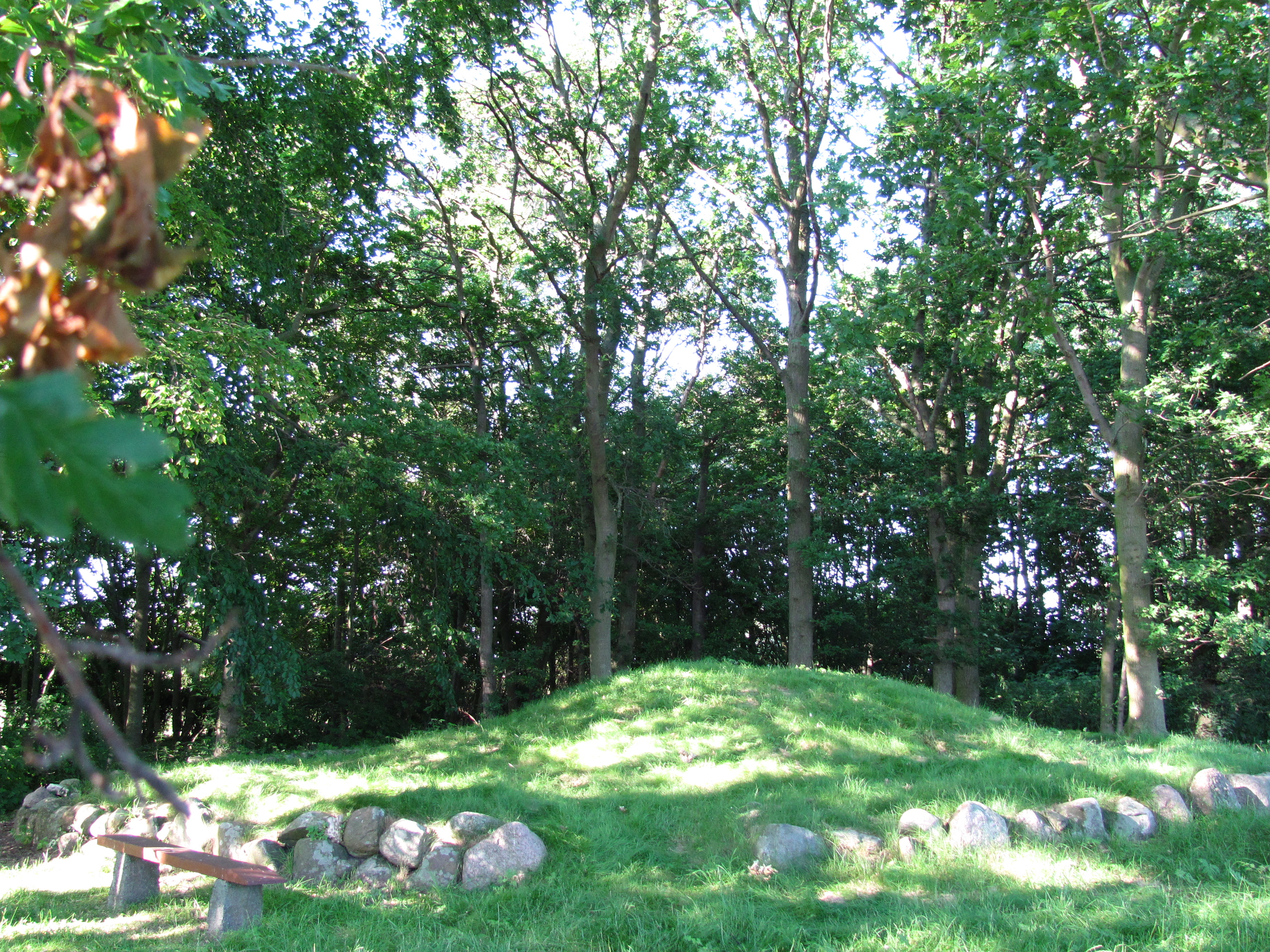
Galgenberg
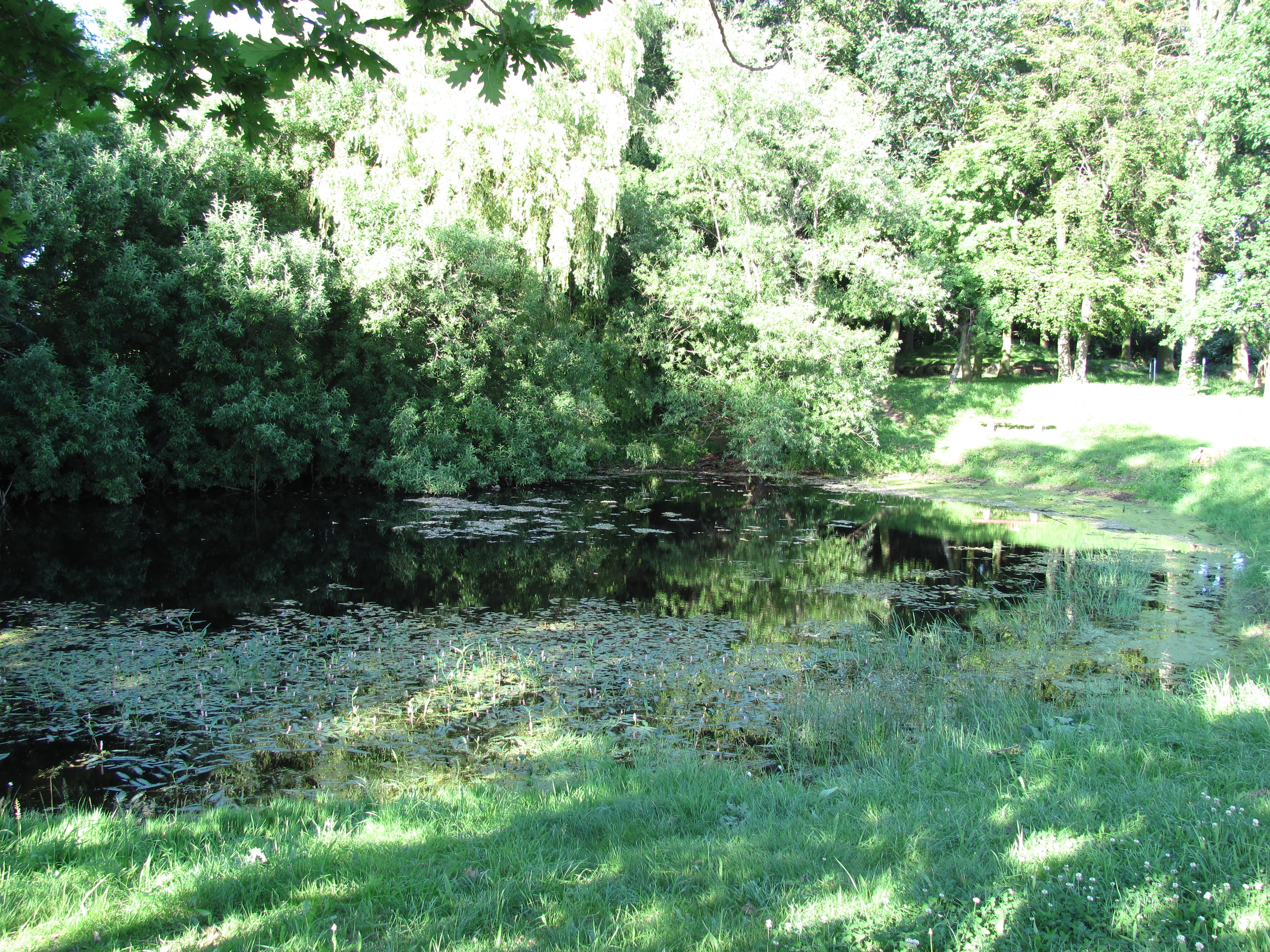
Teich Ratssoll